# Zwentibold

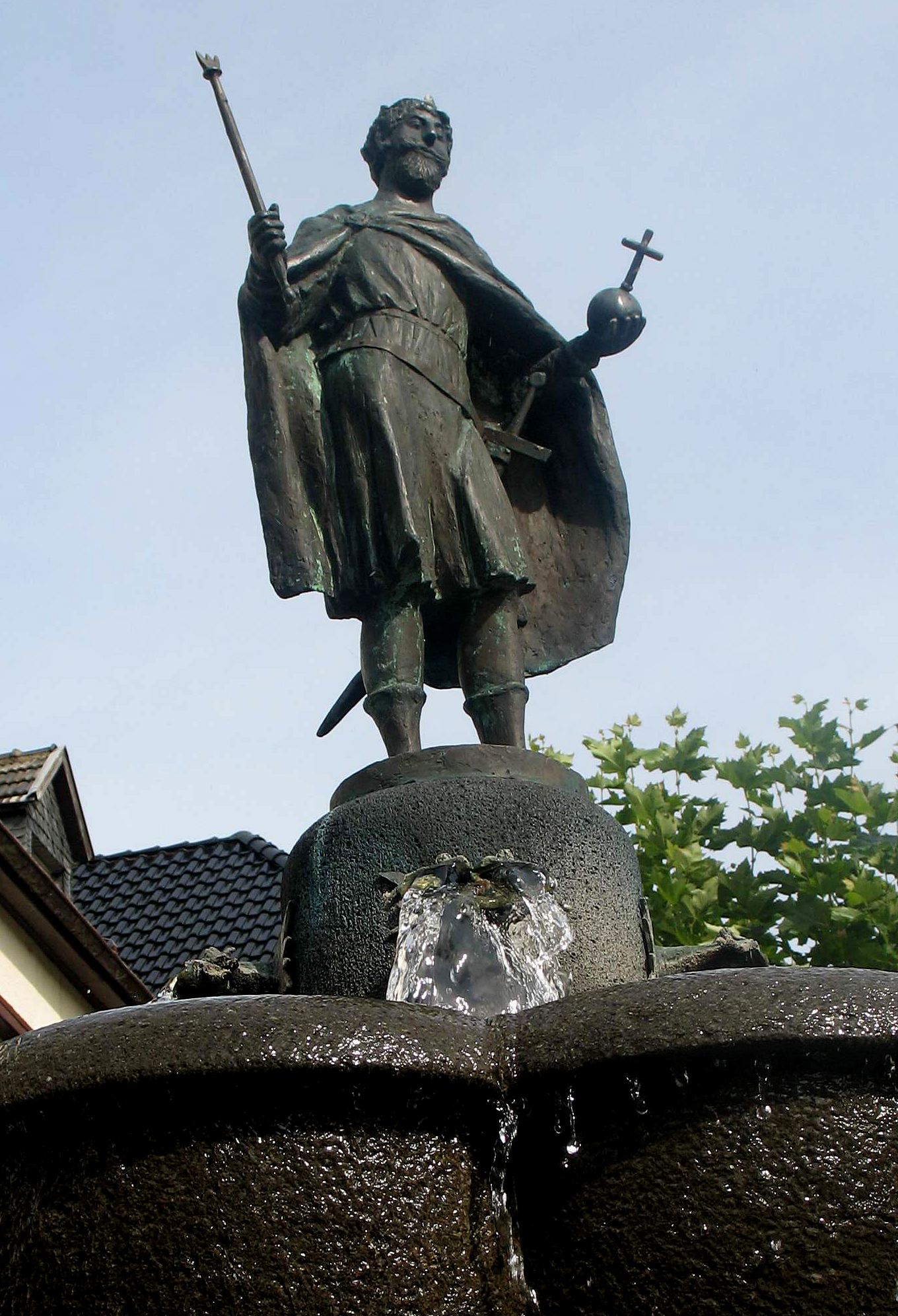
Zwentibold

Zwentibold, född 871, död 13 augusti 900, var hertig av Lotharingia 895-900.

## Biografi
Zwentibold var en utomäktenskaplig son till den tysk-romerske kejsaren Arnulf av Kärnten. År 895 gav hans far honom riket Lotharingia, som han styrde till sin död. Han fick sitt namn från sin dopfadder, Svatopluk av Stormähren. Zwentibold är en frankiserad variant av Svatopluk. 
Zwentibold hade svårigheter att kontrollera adeln. 899 dog Zwentibolds far Arnulf, och dennes legitime son Ludvig barnet blev tysk kung. Zwentibold försökte dra fördel av att hans unge halvbror satt på tronen, för att uppnå fullständig självständighet för sitt kungarike. Adeln stödde dock Ludvig, och bad denne att ingripa. År 900 gjorde Reginar (också känd som Rainier), greve av Hainaut uppror mot honom och dräpte honom den 13 augusti nära dagens Susteren. Efter Zwentibolds död blev hans halvbror Ludvig barnet kung även över Lotharingia, men området administrerades av en hertig, från 904 av konradinen Gebhard.
Zwentibold gifte sig mellan 27 mars och 13 juni 897 med Oda av Sachsen, en dotter till hertig Otto av Sachsen, som efter hans död redan samma år gifte sig i ett andra äktenskap med greve Gerhard av huset Matfride.
I samtida källor skildras Zwentibold som obegåvad och hämningslös, man han främjade i alla fall kyrko- och klosterbyggen och räknas särskilt som befrämjare av klostret Susteren, där hans döttrar Benedikta och Cecilia var abbedissor. En annan dotter Relind levde som eremit nära Lüttich. Som den andre och siste kungen av ett oavhängigt Lorraine äras han där som lokalt helgon. Hans minnesdag är dödsdagen 13 augusti. Hans grav befinner sig i klostret Susteren.